# La vita ricomincia
La vita ricomincia è un film del 1945 diretto da Mario Mattoli con interpreti principali Fosco Giachetti ed Alida Valli.

## Trama
Paolo Martini è un chimico che, partito per la guerra nel 1940 e con alcuni anni sulle spalle di prigionia nei campi inglesi dell'India, ritorna finalmente in Italia dopo sei anni, dove a Roma ritrova la moglie Patrizia e il figlio Sandrino.
C'è anche un simpatico vicino, un professore di lingue orientali, rimasto solo, dopo aver perduto moglie e figlio, che viene spesso a mangiare con Patrizia e Sandrino e che continuerà a farlo anche dopo il ritorno di Paolo. È l'autore di alcune trasmissioni radiofoniche di cucina e una di ninna nanna per bambine e bambini la sera alla radio.
I primi due giorni Paolo si ambienta lentamente. Il terzo fa visita al suo ex-socio Croci nella loro azienda di farmaceutica, diventata oramai una distilleria. Quando Croci non sembra rivolere il socio al suo vecchio posto, Paolo lo saluta con la comunicazione che l'avvocato si sarebbe messo in contatto con lui. Croci allarmato inizia ad essere più amico che mai. La sera escono in quattro, Croci, la moglie Maria, Patrizia e Paolo, in un ristorante all'aperto dove si balla. Paolo incontra i due trasportatori Scorcelletti e Righetto, che gli avevano dato un passaggio in camionetta da prima di Cassino a Roma. E Patrizia intravede qualcuno, dopo di che dice di essere stanca, per poter andare via. Strada facendo però dimentica la stanchezza per fermarsi in un luogo dove si gioca. Una telefonata per la signora Martini allarma lei ed il marito.
Il giorno dopo mentre Paolo ed il professore lasciano la casa con l'autovettura mandatagli da Croci, si ferma una carrozza dalla quale discende un'anziana nobildonna, che cerca Patrizia. La sera Paolo, Sandrino ed il professore attendono oltre le otto e di Patrizia non c'è traccia. Allora si rivolgono alla questura, che li manda al commissariato Flaminio. Lì Paolo trova Patrizia arrestata per omicidio che gli racconta di come per salvare Sandrino tre anni prima aveva dovuto trovare molti soldi per l'operazione e la nobildonna Baronessa Magda Huberth l'aveva "passata" ad un uomo che era molto interessato a lei in cambio del denaro che a lei serviva per il figlio. Ora l'uomo, rivedendola con il marito, coglie l'occasione di riprendere la relazione sotto minaccia di raccontare tutto. Si giunge così all'incontro segreto dei due che si conclude con la morte dell'uomo, ucciso dalla Martini nel tentativo di difendersi. La situazione familiare crolla; il reduce cerca comunque di aiutare la moglie che infatti viene assolta. A quel punto però vorrebbe lasciarla, essendo incapace di superare il tradimento subito. Sarà allora il commosso discorso dell'amico professore a convincerlo che è tempo di perdonare, comprendere e “ricostruire” l'edificio gravemente “lesionato” dei propri affetti familiari. L'uomo capisce e la pellicola termina con il gruppo a tavola che cerca di “ricominciare a vivere”.

## Produzione
Il film, ascrivibile al filone dei melodrammi sentimentali strappalacrime (poi indicato dalla critica con il termine neorealismo d'appendice), molto in voga in Italia tra il pubblico negli anni del secondo dopoguerra (1945-1955), fu prodotto da Baldassarre Negroni per la Excelsa Film e girato negli stabilimenti romani della S.A.F.A. Palatino nella primavera del 1945.
Una copia è stata restaurata e ristampata dalla Cineteca Nazionale e dal Laboratorio Immagine Donna con il contributo della Regione Friuli-Venezia Giulia.

## Location
Il film è girato ed ambientato a Roma, tranne nelle prime scene, quando il protagonista sbarca a Napoli per recarsi a Roma, attraversando l'Italia di quel tempo, uscita letteralmente a pezzi dal secondo conflitto mondiale. Alcune scene sono state girate in quella che è considerata una delle località "martiri": la cittadina di Cassino, completamente rasa al suolo dai bombardamenti alleati, durante la famosa ed omonima battaglia. Nel film, il camion che accompagna il protagonista alla sua destinazione, fa sosta proprio nella località laziale, mostrando i danni arrecati dai bombardamenti. Si vedono chiaramente luoghi tipici di Cassino, quali Corso della Repubblica, l'Abbazia di Montecassino, la Rocca Janula ed il vecchio centro storico ad essa adiacente, allora tutti ridotti ad un cumulo di detriti e macerie.

## Colonna sonora
Nel film la Valli canta una famosa canzone del periodo composta da Hoagy Carmichael, durante la sua permanenza in Italia a seguito delle truppe americane, Io t'ho incontrata a Napoli, che nel 1946 sarà il soggetto per il film omonimo.

## Distribuzione
Il film venne distribuito nelle sale cinematografiche italiane dalla Minerva Film il 21 settembre del 1945.

## Accoglienza
Il film ebbe molto successo in Italia tra il pubblico, incassando 90.600.000 lire dell'epoca, risultando il terzo maggior incasso della stagione cinematografica 1945-1946, preceduto solamente dal film manifesto del neorealismo Roma città aperta di Roberto Rossellini e dalla commedia Partenza ore 7, diretta anch'essa da Mario Mattoli.
Ebbe ottimi riscontri anche nei mercati esteri, tanto che il successo internazionale del film consentì la chiamata di Alida Valli ad Hollywood.